# Поповичи (Минский район)
Поповичи (бел. Папо́вічы) — деревня в Минском районе Минской области Республики Беларусь. В составе Щомыслицкого сельсовета.

## География
Расположена на автомобильной дороге Н9055.
Ближайшие населённые пункты Строчица (Минский район), Слободка (Дзержинский район).

## Население

### Численность
- 2009 год — 68 человек

### Динамика
- 1999 год — 80 человек (перепись населения)
- 2009 год — 68 человек (перепись населения)

## Улицы
- Лесная
- Малая
- Полевая
- Тихая